# برنارد گریمک
برنارد گریمک ((به آلمانی: Bernhard Grzimek)؛ ۲۴ آوریل ۱۹۰۹ – ۱۳ مارس ۱۹۸۷) یک زیست‌شناس، مجری تلویزیون، نویسنده، کارگردان، و دامپزشک اهل آلمان بود. وی بین سال‌های ۱۹۵۴ تا ۱۹۸۷ میلادی فعالیت می‌کرد. فیلم او سرنگتی نباید بمیرد برنده جایزه اسکار بهترین فیلم مستند شده است.